# Edward Boggiss
Edward Lustosa Boggiss (Rio de Janeiro, 25 de maio de 1977) é um ex-ator brasileiro.

## Carreira

### Televisão
Bisneto de ingleses e formado em Cinema, Edward Boggis estreou na televisão em 1998, no seriado Caça Talentos, da Rede Globo. Em seguida, interpretrou Caio em Malhação. Em 2002, no seriado Sandy & Junior, interpretou Tony. Ainda nessa emissora, fez a minissérie Um Só Coração e as novelas Começar de Novo e O Profeta.
Em 2008, estreou na Rede Record com a novela Chamas da Vida. Nesse trabalho, Edward era Diego, namorado de Beatriz (Andréia Horta).

### Cinema
Estreou no cinema em 1998, protaganizando o filme Caminho dos Sonhos. No longa, que se passa na década de 60, Edward interpreta Mardo, um jovem judeu que vai estudar em um colégio católico e sofre perseguição racial. Ele se apaixona por Ana (Taís Araújo), irmã de seu amigo Carlos (Jair Oliveira).
Em 2006, atuou em Canta Maria. A trama é ambientada nos anos 30, no nordeste brasileiro. Edward interpreta Coriolano, personagem que resgata Maria (Vanessa Giácomo), após o pai dela sofrer um emboscada da milícia que caçou Lampião (José Wilker).

## Vida pessoal
Casado com a fisioterapeuta Érika, Edward tem uma filha de outro relacionamento chamada Julia. Largou a carreira e atualmente é servidor na prefeitura de Alfenas, em Minas Gerais.
Em 2012, foi diagnosticado com depressão, quando se internou em uma clínica psiquiátrica para o tratamento.

## Filmografia

### Televisão
| Ano     | Título           | Personagem          | Notas                                                |
| ------- | ---------------- | ------------------- | ---------------------------------------------------- |
| 1998    | Caça Talentos    | Michael             | Temporada 4 Episódios: Lendas e Cascatas Brasileiras |
| 1998–99 | Malhação         | Caio Perez          | Temporada 5                                          |
| 2000    | Esplendor        | Otávio              |                                                      |
| 2001    | Laços de Família | Namorado da Marcela | Episódio: "27 de janeiro"                            |
| 2002    | Sandy & Junior   | Tony Grilo          | Temporada 4                                          |
| 2002    | Sabor da Paixão  | Mike                |                                                      |
| 2004    | Um Só Coração    | Gabriel             |                                                      |
| 2004    | Começar de Novo  | Anselmo (jovem)     | Episódios: "30–31 de agosto"                         |
| 2005    | Floribella       | Frank / Coruja      | Episódios: "15–18 de abril"                          |
| 2005    | Sob Nova Direção | Marcinho            | Episódio: "Oitenta Outra Vez"                        |
| 2006    | O Profeta        | Pelópidas           |                                                      |
| 2007    | A Diarista       | Lucas               | Episódio: "Aquela da Doida"                          |
| 2008    | Chamas da Vida   | Diego Cunha         |                                                      |
| 2010    | A Vida Alheia    | Repórter            | Episódio: "Manchas do Passado"                       |

### Cinema
| Ano  | Título             | Personagem |
| ---- | ------------------ | ---------- |
| 1998 | Caminho dos Sonhos | Mardo      |
| 2006 | Canta Maria        | Coriolano  |
| 2008 | Juventude          | Valdecir   |